# メル&キム
メル&キム（Mel and Kim）は、かつて存在したイギリスの姉妹ポップ・デュオである。
1986年にストック・エイトキン・ウォーターマンのプロデュースを受け、シングル「ショーイング・アウト」でデビューした。
歌唱力だけでなく、その美貌や的確なダンスにも注目が集まり、1987年には「リスペクタブル」が全英シングルチャート1位になるなど活躍したが、1990年の妹メルの死去（癌）により活動停止した。 

## メンバー
- キム・アップルビー (Kim Appleby、1961年8月28日 -) ※妹メルの死去後、ソロで活動中。
- メラニー・アップルビー (Melanie Susan Appleby、1966年7月11日 - 1990年1月18日)

## ディスコグラフィ

### スタジオ・アルバム
- 『FLM』 -　F.L.M. (1987年)

### コンピレーション・アルバム
- Something Special (1989年)
- The Best Of (1996年)
- That's the Way It Is – The Best Of (2001年)
- 『シングルス・ボックス・セット』 - The Singles Box Set (2019年)

### シングル
- 「ショーイング・アウト」 - "Showing Out (Get Fresh at the Weekend)" (1986年) ※B面は「システム」 - "System"（当初こちらのほうがデビュー曲の予定だったがA/B面入れ替わった）
- 「リスペクタブル」 -　"Respectable" (1987年)
- "F.L.M" (1987年)
- "I'm the One Who Really Loves You" (1987年)
- "That's The Way It Is" (1988年)
- "Megamix:ninety" (1990年)